# Islam Ier Giray
Islam Ier Giray (mort en 1537) est un khan de Crimée ayant régné en 1532.

## Origine
Islam Giray est le quatrième fils du khan Mehmed Ier Giray. Sous le règne de son oncle Saadet Ier Giray, il prend la tête du parti des Mongols opposé à l'influence ottomane.

## Règne
Islam Ier Giray est choisi comme khan par les chefs des clans tatars en mai 1532, après l'abdication de son oncle Saadet Ier Giray, qui se retire à Constantinople. Il nomme immédiatement son dernier frère Uzbeg Giray comme Kalgay ou Qalgha (i.e. héritier premier).
Au bout de quatre mois de règne en septembre 1532, il doit abandonner son trône et laisser au sultan Soliman Ier la prérogative de désigner son successeur, son oncle Sahib Ier Giray, khan de Kazan depuis 1521.
En 1535, sous le règne de Sahib Ier Giray, Islam intervient comme allié des Russes dans le conflit qui les oppose à la Pologne-Lituanie. À la tête de 15 000 Tatars, il participe à une offensive russe. Toutefois, son oncle, sur ordre de la Sublime Porte, décide de se retourner contre Moscou. Soupçonné par les Russes de trahison, il est tué par un Nogaï nommé Baki Beg.